# Аграрная политика
Аграрная политика, или сельскохозяйственная политика, — политика, направленная на динамичное и эффективное развитие сельскохозяйственного производства и других отраслей агробизнеса.

## Задачи аграрной политики
Пример широты и видов проблем сельскохозяйственной политики можно найти в статье Австралийского бюро экономики сельского хозяйства и ресурсов «Сельскохозяйственные экономики Австралии и Новой Зеландии», в которой говорится, что основными вопросами и проблемами, стоящими перед их индустриальной сельскохозяйственной промышленностью, являются:
- маркетинговые задачи и вкусы потребителей
- условия международной торговли (условия мирового рынка, торговые барьеры, карантин и технические барьеры, поддержание глобальной конкурентоспособности и имиджа рынка, управление вопросами биобезопасности, влияющими на импорт и состояние здоровья экспортеров)
- биобезопасность (вредители и болезни, такие как губкообразная энцефалопатия крупного рогатого скота, птичий грипп, ящур, рак цитрусовых и грязь сахарного тростника)
- инфраструктура (например, транспорт, порты, телекоммуникации, энергетика и ирригационные сооружения)
- навыки управления и предложение рабочей силы (с ростом требований к бизнес-планированию, повышению осведомленности о рынке, использованию современных технологий, таких как компьютеры и глобальные системы позиционирования, и улучшению агрономического управления, современные менеджеры фермерских хозяйств должны будут стать более квалифицированными. Примеры: подготовка квалифицированных рабочих, разработка систем найма рабочей силы, обеспечивающих непрерывность работы в отраслях с сильными сезонными пиками, современные средства коммуникации, изучение возможностей рынка, изучение потребностей клиентов, бизнес-планирование, включая финансовый менеджмент, изучение новейших методов ведения сельского хозяйства, навыки управления рисками).
- координация (более последовательная национальная стратегическая повестка дня в области сельскохозяйственных исследований и разработок; более активное участие инвесторов в научные исследования в сотрудничестве с поставщиками услуг по разработке программ работы; более тесная координация научно-исследовательской деятельности в различных отраслях, исследовательских организациях и вопросах; и инвестиции в человеческий капитал для обеспечения в будущем резерва квалифицированных научных кадров).
- технологии (исследования, внедрение, продуктивность, генетически модифицированные (ГМ) культуры, инвестиции)
- вода (права доступа, торговля водой, обеспечение водой для достижения экологических результатов, распределение рисков в ответ на перераспределение воды из потребительского в экологическое использование, учёт источников и распределение воды)
- вопросы доступа к ресурсам (управление местной растительностью, охрана и повышение биоразнообразия, устойчивость производственных сельскохозяйственных ресурсов, ответственность землевладельцев).[1]

### Сокращение бедности
Сельское хозяйство остается единственным крупнейшим источником средств к существованию для 75 % бедного населения мира, проживающего в сельских районах. Поэтому стимулирование сельскохозяйственного роста является важным аспектом сельскохозяйственной политики в развивающихся странах. Кроме того, в недавно опубликованном Институтом зарубежного развития документе «Перспективы природных ресурсов» отмечается, что для повышения шансов на то, чтобы сельское хозяйство работало на благо бедных слоев населения, необходимы хорошая инфраструктура, образование и эффективные информационные услуги в сельских районах.

### Биобезопасность
Проблемы биобезопасности, стоящие перед промышленным сельским хозяйством, можно проиллюстрировать на примере:
- угроза для домашней птицы и людей со стороны вируса H5N1; возможно, вызванная применением вакцин против животных
- угрозу для скота и людей от губкообразной энцефалопатии крупного рогатого скота (ГКЭ); возможно, вызванную неестественным кормлением крупного рогатого скота для скота в целях сведения к минимуму расходов
- угрозу для прибыли промышленности от таких заболеваний, как ящур и рак цитрусовых, сдерживание которых затрудняет усиливающаяся глобализация

#### Птичий грипп
Использование вакцин для животных может привести к появлению новых вирусов, которые убивают людей и создают угрозу пандемии гриппа. H5N1 является примером того, где это уже могло произойти. Согласно статье ЦКЗ «Вспышки H5N1 и энзоотический грипп» Роберта Вебстера и др: «Передача высокопатогенного вируса H5N1 от домашней птицы к мигрирующим водоплавающим птицам на западе Китая увеличила его географическое распространение. Распространение вируса H5N1 и его вероятное повторное занесение в домашнюю птицу увеличивает потребность в хороших сельскохозяйственных вакцинах. Фактически, коренной причиной сохраняющейся угрозы пандемии H5N1 может быть то, что патогенность вирусов H5N1 маскируется коциркуляцией вирусов гриппа или плохих сельскохозяйственных вакцин», — поясняет Роберт Вебстер: «Если вы используете хорошую вакцину, вы можете предотвратить передачу вируса птице и человеку. Но если они используют вакцины уже несколько лет [как в Китае], почему так много птичьего гриппа? Существует плохая вакцина, которая останавливает заболевание у птицы, но птица продолжает выводить вирус, поддерживать его и распространять. И я думаю, это то, что происходит в Китае. Должно быть используется либо недостаточно вакцины, либо вакцина не соответствует стандартам. Наверное, и то и другое. Дело не только в Китае. Мы не можем винить Китай в некачественных вакцинах. Я думаю, что во всем мире существуют некачественные вакцины против гриппа у домашней птицы».
В ответ на эти же опасения агентство Reuters сообщает, что эксперт по инфекционным заболеваниям Ло Уинглок из Гонконга указывает, что вакцины должны иметь наивысший приоритет. Джули Холл, которая отвечает за ответные меры ВОЗ на вспышку в Китае, заявила, что вакцинация в Китае может маскировать вирус. Би-би-си сообщила, что доктор Венди Баркли, вирусолог из Редингского университета, говорит: «Китайцы сделали вакцину на основе обратной генетики, изготовленную из антигенов H5N1, и они использовали её. То, что они сделали, подвергалось критике, потому что они защитили своих цыплят от смерти от этого вируса, но они все равно заражаются, а потом дрейфуют — вирус мутирует в ответ на антитела — и теперь у нас там пять или шесть „видов“ H5N1».

#### Губкообразная энцефалопатия крупного рогатого скота
Губкообразная энцефалопатия крупного рогатого скота, широко известная как «коровье бешенство», является смертельным нейродегенеративным заболеванием крупного рогатого скота, которое заражает механизм, удивляющий биологов, обнаружив его в конце 20 века. В Великобритании в качестве меры предосторожности было инфицировано 179 000 голов крупного рогатого скота и убито 4,4 миллиона человек. Это заболевание может передаваться людям, которые едят или вдыхают материал от инфицированных туш. У людей оно известно как новый вариант болезни Крейцфельда — Якоба (vCJD или nvCJD), и к июню 2007 г. в Великобритании оно привело к смерти 165 человек, поскольку, как ожидается, в течение длительного периода времени будет сопровождаться повышением заболеваемости в шести человек. От 460 000 до 482 000 инфицированных животных попадали в пищевую цепочку человека до введения в 1989 году контроля за отходами повышенного риска.
Британское расследование BSE показало, что эпидемия была вызвана кормлением крупного рогатого скота, обычно травоядного, остатками другого крупного рогатого скота в виде мяса и костной муки, что привело к распространению инфекционного агента. Происхождение самой болезни остается неизвестным. Нынешнее научное мнение таково, что инфекционные белки, называемые прионами, образуются в результате спонтанной мутации, вероятно, в 1970-х годах, и существует вероятность того, что использование фосфорорганических пестицидов повысит восприимчивость скота к этому заболеванию. Инфекционный агент отличается высокой температурой, при которой он способен выживать; это способствовало распространению болезни в Великобритании, что привело к снижению температуры, используемой в процессе рендеринга. Другим фактором, способствующим этому, было кормление инфицированных белковых добавок совсем молодым телятам, а не молоком от их матерей.

#### Заболевание ящуром
Болезнь ящура — это высокозаразная, а иногда и смертельно опасная вирусная болезнь крупного рогатого скота и свиней. Ею также могут быть инфицированы олени, козы, овцы и другой крупный рогатый скот с клеверными копытами, а также слоны, крысы и ежи. Люди инфицируются им очень редко. Ящур встречается во всем мире, и хотя некоторые страны уже давно избавились от ящура, широкий диапазон его носителей и быстрое распространение вызывают озабоченность во всем мире. В 1996 году эндемические районы включали Азию, Африку и часть Южной Америки. Северная Америка, Австралия, Новая Зеландия и Япония уже много лет не болеют ящуром. Большинство европейских стран были признаны свободными, а страны, входящие в Европейский Союз, прекратили вакцинацию от ящура.
Инфекция ящуром, как правило, происходит на местном уровне, то есть вирус передается восприимчивым животным в результате прямого контакта с инфицированными животными или с зараженными ручками или транспортными средствами, используемыми для перевозки скота. Одежда и кожа работников животноводства, таких как фермеры, стоячая вода, необработанные остатки пищи и кормовые добавки, содержащие инфицированные продукты животного происхождения, также могут укрыть вирус. Коровы также могут заразиться ящуром от спермы зараженных быков. Меры контроля включают карантин и уничтожение зараженного скота, а также запрет на экспорт мяса и другой животноводческой продукции в страны, не зараженные этим заболеванием.
Поскольку ящур редко заражает людей, но быстро распространяется среди животных, он представляет собой гораздо большую угрозу для сельскохозяйственной промышленности, чем для здоровья человека. Фермеры во всем мире могут потерять огромные суммы денег во время пероральной эпидемии, когда уничтожается большое количество животных и снижается доход от производства молока и мяса. Одна из трудностей в вакцинации против ящура заключается в огромных различиях между серотипами и даже внутри них. Между серотипами нет перекрестной защиты (это означает, что вакцина для одного серотипа не защитит от других), кроме того, два штамма в рамках данного серотипа могут иметь нуклеотидные последовательности, которые отличаются на целых 30 % для данного гена. Это означает, что вакцины против ящура должны быть очень специфичными для данного штамма. Вакцинация обеспечивает лишь временный иммунитет, который длится от месяцев до лет. Поэтому богатые страны проводят политику запрета на ввоз ящура из всех стран, что не доказано стандартами США или ЕС. Это спорный момент.
Хотя эта болезнь не опасна для человека и редко смертельна для других здоровых животных, она снижает производство молока и мяса. Вспышки можно быстро остановить, если фермеры и перевозчики будут вынуждены соблюдать существующие правила. Поэтому (помимо временного дискомфорта для животных), любая вспышка болезни в богатом мире не должна быть скорее локальной, циклической экономической проблемой. Для стран с бесплатным передвижением животных практически невозможно доказать, что они полностью избавлены от этого заболевания. При попытке они вынуждены возводить общегосударственные заборы, которые разрушают миграцию диких животных. Поскольку обнаружение ящура и отчетность по нему значительно улучшились и ускорились, почти все бедные страны теперь могут безопасно создавать зоны, свободные от ящура. Но богатые страны отказываются менять правила. В действительности, многие бедные тропические страны не имеют шансов соответствовать современным правилам, поэтому им до сих пор запрещено экспортировать мясо, даже если многие из них не болеют ящуром.
В результате в случае засухи бедные слои населения пытаются справиться с проблемой, продавая свое немногочисленное поголовье скота. Это быстро насыщает региональный спрос. Запрет на экспорт уничтожает ценность этих животных, фактически разрушая важнейший механизм выживания нескольких сотен миллионов крайне бедных домашних хозяйств. Правила экспорта мяса неоднократно менялись, всегда с учётом меняющихся обстоятельств в богатых странах, что, как правило, ещё больше снижало шансы бедных стран на экспорт мяса. По этой причине Каня и многие другие страны считают правила очень несправедливыми. Однако им не рекомендуется подавать официальную жалобу в ВТО дипломатами из богатых стран.

#### Рак цитрусовых
Рак цитрусовых — это заболевание, поражающее виды цитрусовых, вызываемое бактерией Xanthomonas aconopodis. Инфекция вызывает поражения листьев, стеблей и плодов цитрусовых деревьев, включая липу, апельсины и грейпфруты. Хотя рак не опасен для человека, он существенно влияет на жизнеспособность цитрусовых деревьев, вызывая преждевременное падение листьев и плодов; фрукты, зараженные раком, безопасны в еде, но слишком неприглядны для продажи. Эта болезнь, которая, как считается, возникла в Юго-Восточной Азии, является чрезвычайно стойкой, когда она появляется в каком-либо районе, что делает необходимым уничтожение всех цитрусовых садов для успешного искоренения этой болезни. Австралия, Бразилия и Соединенные Штаты в настоящее время страдают от вспышек рака.
Болезнь может быть обнаружена в фруктовых садах и на фруктах по появлению повреждений. Раннее выявление имеет решающее значение в карантинных ситуациях. Бактерии проверяются на патогенность путем прививки бактерий к нескольким видам цитрусовых. Одновременно с этим проводятся другие диагностические тесты (определение антител, профилирование жирных кислот и генетические процедуры с использованием ПЦР) для определения конкретного штамма рака. Вспышки рака цитрусовых предупреждаются и устраняются различными способами. В странах, в которых нет рака, этому заболеванию препятствуют карантинные меры по проникновению в страну. В странах с новыми вспышками заболевания программы по ликвидации, которые начинаются вскоре после обнаружения заболевания, были успешными; такие программы основаны на уничтожении пораженных фруктовых садов. В тех случаях, когда ликвидация не увенчалась успехом и болезнь была установлена, варианты управления включают замену восприимчивых сортов цитрусовых культур.

### Безопасность еды
Продовольственная и сельскохозяйственная организация Объединённых Наций определяет продовольственную безопасность как существующую, когда «все люди всегда имеют физический и экономический доступ к достаточному количеству безопасной и питательной пищи, удовлетворяющей их пищевые потребности и предпочтения для ведения активного и здорового образа жизни» Четыре квалификации, которые должны быть выполнены для системы продовольственной безопасности, включают физическое наличие, экономический и физический доступ, надлежащее использование и стабильность трех предыдущих элементов во времени.
Из 6,7 миллиарда человек на планете около 2 миллиардов живут в условиях отсутствия продовольственной безопасности.. Поскольку население мира вырастет до 9 миллиардов к 2050 году, а рацион питания будет меняться в сторону увеличения производства и потребления энергии, продовольственные системы будут испытывать ещё большее давление. Изменение климата создает дополнительные угрозы продовольственной безопасности, затрагивая урожайность культур, распространение вредителей и заболеваний, структуру погоды и вегетационный период по всему миру.
Таким образом, продовольственная безопасность становится все более важной темой в сельскохозяйственной политике по мере того, как директивные органы пытаются сократить масштабы нищеты и недоедания, наращивая при этом адаптационный потенциал к изменению климата. Комиссия по устойчивому сельскому хозяйству и изменению климата перечислила высокоприоритетные политические меры по обеспечению продовольственной безопасности, включая интеграцию вопросов продовольственной безопасности и устойчивого сельского хозяйства в глобальную и национальную политику, существенное повышение уровня глобальных инвестиций в продовольственные системы и разработку конкретных программ и политики в поддержку наиболее уязвимых групп населения (а именно тех, которые уже страдают от отсутствия продовольственной безопасности).

### Продовольственный суверенитет
Продовольственный суверенитет, термин, введенный членами организации «Via Campesina» в 1996 году, означает право народов определять свои собственные продовольственные системы. Сторонники продовольственного суверенитета ставят людей, которые производят, распределяют и потребляют продовольствие, в центр решений, касающихся продовольственных систем и политики, а не требований рынков и корпораций, которые, по их мнению, стали доминировать в глобальной продовольственной системе. За это движение выступает ряд фермеров, крестьян, скотоводов, рыбаков, коренных народов, женщин, сельской молодежи и экологических организаций.

## Инструменты политики
Сельскохозяйственная субсидия — это государственная субсидия, выплачиваемая фермерам и агропромышленным предприятиям для управления сельскохозяйственной промышленностью в рамках различных методов, используемых правительством в смешанной экономике. Условия оплаты и причины предоставления индивидуальных субсидий варьируются в зависимости от сельскохозяйственного продукта, размера хозяйства, характера собственности и страны, среди прочих факторов. В качестве причин конкретных субсидий предлагалось обогащать фермеров, выращивающих арахис в политических целях, удерживать цены на основные продукты питания на низком уровне, чтобы не дать бедным слоям населения восстать, стабилизировать производство сельскохозяйственных культур во избежание голодных лет, поощрять диверсификацию и многие другие цели.
Минимальную или максимальную цену на продукт устанавливает ценовой порог или ценовые потолки. Контроль за ценами стимулирует рост производства при минимальных или минимальных объёмах производства при максимальных ценах. Правительство может установить торговые барьеры для ограничения количества ввозимых товаров (в случае квотной акции) или ввести тарифы для повышения внутренних цен на импортируемую продукцию. Эти барьеры отдают предпочтение отечественным производителям.